# Krevní destička

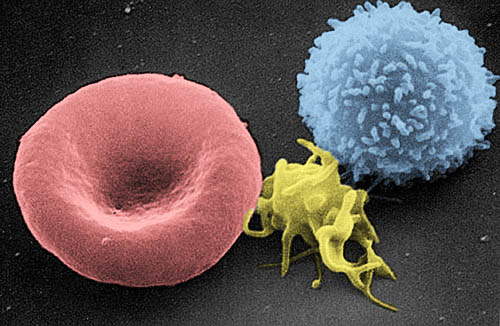
Zleva: Červená krvinka, krevní destička a bílá krvinka (kolorovaná mikrofotografie)

Krevní destička (též trombocyt) savců je bezjaderné tělísko se schopností přilnavosti (adhezivity) a shlukování se (agregaci), které se podílí na procesu zástavy krvácení a srážení krve. U ostatních obratlovců jde o jadernou buňku (koagulocyt).
Nedávno byly objeveny známky příznaků funkce krevních destiček jako buněk nespecifické a specifické imunity, přičemž imunitní role trombocytů je přičítána jednak hemostatické funkci, jednak jiným zcela svébytným sekrečním funkcím.

## Popis
Krevní destička má oválný tvar, 2–4,0 μm v průměru (erytrocyt člověka – 7,5 μm), často má zoubkované okraje. Nemá jádro.
Skládá se z okrajové hyalomery, která se barví světle modře a obsahuje tzv. marginální svazek mikrotubulů a aktinová mikrofilamenta, která udržují tvar trombocytu a umožňují mu tvořit výběžky a panožky. Ve středu krevní destičky je granulomera, shluk acidofilních (tzn. červeně se barvících) granul a ojedinělé mitochondrie.
Krevní destičky ptáků a ryb jsou plnohodnotné buňky s velkým jádrem.

### Destičková granula
Granulomera obsahuje granula trojího typu:
- alfa-granula – obsahují fibrinogen, trombokinázu, směs proteinů, růstový faktor s mitogenními účinky hlavně na fibroblasty, destičkový faktor 4 (antagonista heparinu), glie a hladké svalové buňky, β-tromboglobulin, faktor V. aj.
- delta-granula (denzní) – obsahují serotonin, vápenaté ionty Ca2, pyrofosfát, ATP, ADP
- lambda-granula (lysosomy) – obsahují lysosomální enzymy

## Trombocyty v krvi
Krevní destičky jsou stálou součástí krve v počtu 150–450 tisíc na mikrolitr. Při poklesu pod určitou úroveň začnou játra produkovat hormon thrombopoetin, který stimuluje tvorbu dalších destiček.
Snížení počtu destiček se označuje jako trombocytopenie. Tento stav je příčinou vážných poruch srážlivosti krve.

### Trombopoéza
Krevní destičky nemají jádro a nemohou se samy množit. Vznikají v kostní dřeni fragmentací cytoplazmy obrovských buněk megakaryocytů, které vznikají z prekursorové buňky megakaryoblastu.
Jejich životnost je 8–12 dní, poté jsou degradovány ve slezině.

## Funkce destiček při srážení krve

### Primární agregace
Při poranění cévy se obnaží kolagen, vláknitá bílkovina přítomná v mezibuněčné hmotě vaziva. Destičky se vážou na kolagen a zároveň jsou aktivovány thrombinem, který vzniká při srážení krve, nebo ADP, který je uvolňován ostatními destičkami. Aktivované thrombocyty změní tvar a v přítomnosti fibrinogenu, který se na aktivované destičky váže, se shlukují a vytvářejí destičkovou zátku, bílý trombus.

### Sekundární agregace
Destičky se rozpadají, uvolňují obsah svých granul. Tak dojde k rozeběhnutí kaskády reakcí koagulačních faktorů, na jejímž konci se z fibrinogenu stane nerozpustný fibrin, který vytvoří síť. Ta zpevní masu rozpadlých destiček a zachycených červených krvinek a vytvoří červený trombus, definitivní krevní sraženinu.

## Krevní destičky jako imunitní buňky
Krevní destičky mají centrální roli v nespecifické imunitě, iniciují a účastní se mnoha zánětlivých procesů, přímo navazují patogenů a dokonce jsou schopny je zničit. Toto je podpořeno klinickými daty, která ukazují, že významné množství pacientů se závažnými bakteriálními nebo virovými infekcemi trpí trombocytopenií (sníženým množstvím trombocytů v krvi), čímž se snižuje jejich podíl na vzniku a regulaci zánětu. Rovněž agregáty trombocytů a leukocytů (platelet-leukocyte aggregates – PLA) nacházející se v oběhu, jsou typické pro sepse nebo zánětlivé onemocnění střev, což dále prokazuje propojení mezi trombocyty a imunitními buňkami sensu stricto.

### Imunotrombóza
Přestože je hemostáza základní funkcí trombocytů u savců, má také využití při možném infekčním onemocnění. V případě poranění tvoří trombocyty společně s koagulační kaskádou první linii obrany pomocí tvorby krevní sraženiny. Proto byly hemostáza a imunitní obrana během evoluce do značné míry propojeny. Například jediný typ krevních buněk ostrorepa amerického (Limulus polyphemus) (živoucí fosilie, jehož původ je podle odhadů starší než 400 miliónů let), amébocyty, usnadňuje jak hemostatickou funkci, tak obalení i fagocytózy patogenů díky exocytóze jejich intracelulárních granulí, které obsahují baktericidní obranné molekuly. Srážení krve dále podporuje imunitní funkci tím, že zachycuje patogenní bakterie uvnitř trombu.
Ačkoli trombóza, tedy koagulace krve uvnitř nepoškozených cév, je obvykle považována za patologickou imunitní odpověď, která vede k uzavření lumen cév a následnému hypoxickému poškození tkáně, v některých případech však řízená trombóza, nazývaná imunotrombóza, může lokálně zpomalit či zastavit šíření infekce. Trombóza je řízena v organizované kooperaci krevních destiček, neutrofilních granulocytů a monocytů. Proces je iniciován buď imunitními buňkami sensu stricto aktivací jejich pattern recognition receptors (PRRs), nebo vzájemným navázáním destiček a bakterií. Krevní destičky se mohou navázat na bakterie buď přímo přes trombocytové PRRs  a bakteriální povrchové proteiny, nebo přes plazmatické proteiny, které se vážou jak na destičky, tak na bakterie.  Monocyty reagují na molekulární vzory asociované s bakteriálními patogeny (pathogen-associated molecular patterns – PAMP) nebo molekulární vzory spojené s poškozením (damage-associated molecular patterns – DAMP) aktivací vnějšího systému srážení krve. Neutrofilní granulocyty usnadňují srážení krve pomocí NETózy. Trombocyty naopak dále aktivují NETózu neutrofilů. NETs se vážou na tkáňový faktor, který cílí srážení krve přímo do cenrta infekce. Také aktivují vnitřní cestu koagulace tím, že poskytují svůj negativně nabitý povrch faktoru XII. Delší sekrety neutrofilů, například jsou proteolytické enzymy, které štěpí inhibitory srážení krve, také posilují proces srážení. 
V případě nerovnováhy v průběhu regulace imunotrombózy může tento proces rychle přejít do patologie. Poruchy regulace imunotrombózy jsou pravděpodobně jedním z hlavních faktorů vzniku patologické trombózy v mnoha chorobách, jako je diseminovaná intravaskulární koagulace (DIC) nebo hluboká žilní trombóza. Diseminovaná intravaskulární koagulace při sepsi je klasickým příkladem patologické regulace srážení krve i neregulovatelné systémové zánětlivé reakce, která vede k množství mikrotrombů podobného složení jako u fyziologické imunotrombózy – fibrinu, destiček, neutrofilů a NET, což dále argumentuje ve prospěch propojenosti funkce srážení krve i imunitní funkce destiček. 

### Zánět
Krevní destičky jsou rychle nasazeny v místech poškození nebo infekce cév a zde modulují zánětlivé procesy interakcí s leukocyty a vylučováním cytokinů, chemokinů a dalších mediátorů zánětu. Trombocyty rovněž vylučují růstový faktor odvozený od trombocytů (platelet-derived growth factor – PDGF).
Krevní destičky regulují činnost neutrofilních granulocytů tím, že vytvářejí agregáty trombocytů a leukocytů (platelet-leukocyte aggregates – PLA). Tyto struktury indukují zvýšenou produkci integrinu αmβ2 (Mac-1) u neutrofilů. Interakce s PLA také indukuje degranulaci a zvýšenou fagocytózu u neutrofilů. Trombocyty jsou také největším zdrojem rozpustného CD40L, který indukuje produkci reaktivních druhů kyslíku (reactive oxygen species – ROS) a reguluje expresi adhezních molekul jako je E-selektin, ICAM-1 a VCAM-1 u neutrofilních granulocytů, aktivuje makrofágy a aktivuje cytotoxickou odpověď příslušnou aktivací T a B lymfocytů. 
V nedávné době bylo vyvráceno dogma, že savčí krevní destičky, které postrádají jádro, nejsou schopné autonomní lokomoce.  Ve skutečnosti jsou trombocyty aktivními sběrači, putujícími po stěnách krevních cév a reorganizujími krevní sraženinu. Jsou schopni rozpoznat a navázat se na mnoho druhů povrchu, včetně bakterií. Dokonce jsou schopni je zcela obalit do otevřeném kanalikálním systému (open canalicular system – OCP), což vede k navrženému novému názvu procesu, který je „covercytóza“ (cover – pokrýt), spíše než fagocytóza, neboť OCS je pouze invaginací vnější plazmatické membrány. Tyto slepence destiček a bakterií jsou poté používány jako interakční platforma pro neutrofilní granulocyty, které ničí bakterie za použití NETózy a fagocytózy.
Trombocyty se také účastní chronických zánětlivých onemocnění, jako je například synovitida nebo revmatoidní artritida. Trombocyty jsou aktivovány pomocí kolagenového receptoru glykoproteinu VI (GPVI). Prozánětlivé mikročástice sekretované trombocyty vyvolávají konstantní sekreci cytokinů ze sousedních fibroblastům podobných synovialocytů (fibroblast-like synoviocyte), nejvíce se pak projevují Il-6 a Il-8. Zánětlivé poškozování okolní extracelulární hmoty neustále odhaluje více nového kolagenu, čímž dochází k produkci dalších prozánětlivých mikročástic.

### Specifická imunita
Aktivované krevní destičky se mohou podílet na specifické imunitě, která je založena na interakci s protilátkami. Trombocyty jsou schopny specificky vázat imunoglobulin G (IgG) přes FcyRIIA, receptor pro konstantní fragment (Fc) IgG. Po aktivaci trombocytu a vazbě na opsonizovanou bakterii pomocí IgG krevní destičky následně uvolňují reaktivní druhy kyslíku (reactive oxygen species – ROS), antimikrobiální peptidy, defensiny, kinocidiny a proteázy, čímž zabíjejí bakterie bez prostředníka. Trombocyty také vylučují prozánětlivé a prokoagulační mediátory, jako jsou anorganické polyfosforečnany nebo trombocytový faktor 4 (PF4), spojující specifické a nespecifické imunitní odpovědi. 